# Завантажувально-розвантажувальна колія
Навантажувально-розвантажувальна колія — залізнична колія призначена для виконання операцій з навантаження-розвантаження поїздів.